# Heliotropium lineare
Heliotropium lineare är en strävbladig växtart som först beskrevs av A. Dc., och fick sitt nu gällande namn av Gürke. Heliotropium lineare ingår i Heliotropsläktet som ingår i familjen strävbladiga växter. Inga underarter finns listade i Catalogue of Life.